# Allan Hills 84001
Allan Hills 84001 eller blot ALH 84001 er en meteorit som blev fundet i Allan Hills i Antarktis den 27. december 1984 af en amerikansk meteoritekspedition. Meteoritten havde ved opdagelsen en masse på 1,93 kg, og antages at stamme fra planeten Mars. Meteoritten blev verdenskendt i 1996, da NASA-forskere annoncerede, at de mente at have fundet spor af mikroskopiske fossiler efter bakterier, nanober fra Mars.
Stenen er sandsynligvis en af de ældste i solsystemet, og blev formentlig dannet af smeltet sten for 4,1 milliarder år siden. Man antager, at stenen blev brudt i stykker under et kraftigt meteoritnedslag på Mars for 3,9 til 4,0 milliarder år siden, men blev liggende på planeten. Den blev senere fjernet fra Mars' overflade af et andet nedslag for omkring 15 millioner år siden, og kom ned på Jorden for ca. 13 000 år siden. Disse tal er man nået frem til ved hjælp af radiometrisk datering.
Det er fortsat omdiskuteret, hvorvidt fundet er udtryk for tidligere liv på Mars, eller om der er tale om et resultat af ikke-biologiske processer. Det er endvidere hævdet, at fundet også kan være udtryk for biologisk forurening efter nedslaget på Jorden.

## Eksterne links
- NASA – ALH 84001-meteoritten Arkiveret 4. juli 2008 hos  Wayback Machine